# Badminton op de Olympische Zomerspelen 2016 – Vrouwen enkelspel
Het vrouwen enkelspel in het badminton op de Olympische Zomerspelen 2016 in Rio de Janeiro vond plaats van 11 tot en met 19 augustus 2016.

## Plaatsingslijst
| Nr. | Speler             | Prestatie      | Uitgeschakeld door  | Nr. | Speler                   | Prestatie      | Uitgeschakeld door |
| --- | ------------------ | -------------- | ------------------- | --- | ------------------------ | -------------- | ------------------ |
| 1.  | Carolina Marín     | Goud           | niet van toepassing | 9.  | P. V. Sindhu             | Zilver         | Carolina Marín     |
| 2.  | Wang Yihan         | Kwartfinale    | P. V. Sindhu        | 10. | Akana Yamaguchi          | Kwartfinale    | Nozomi Okuhara     |
| 3.  | Li Xuerui          | Halve finale   | Carolina Marín      | 11. | Kirsty Gilmour           | Groepsfase     | Linda Zetchiri     |
| 4.  | Ratchanok Inthanon | Kwartfinale    | Akana Yamaguchi     | 12. | Porntip Buranaprasertsuk | Kwartfinale    | Li Xuerui          |
| 5.  | Saina Nehwal       | Groepsfase     | Maria Ulitina       | 13. | Bae Yeon-ju              | Achtste finale | Nozomi Okuhara     |
| 6.  | Nozomi Okuhara     | Brons          | P. V. Sindhu        |     |                          |                |                    |
| 7.  | Sung Ji-hyun       | Kwartfinale    | Carolina Marín      |     |                          |                |                    |
| 8.  | Tai Tzu-ying       | Achtste finale | P. V. Sindhu        |     |                          |                |                    |

## Groepsfase
In elke groep speelden alle spelers onderling tegen elkaar. De groepswinnaars plaatsten zich voor de knock-outfase.

### Groep A
| Speler           | Gsp | W | V | SW | SV | Ptn |
| ---------------- | --- | - | - | -- | -- | --- |
| Carolina Marín   | 2   | 2 | 0 | 4  | 0  | 2   |
| Line Kjaersfeldt | 2   | 1 | 1 | 2  | 2  | 1   |
| Nanna Vainio     | 2   | 0 | 2 | 0  | 4  | 0   |

| Speler 1         | Uitslag      | Speler 2         |
| ---------------- | ------------ | ---------------- |
| Carolina Marín   | 21-6, 21-4   | Nanna Vainio     |
| Line Kjaersfeldt | 21-9, 21-8   | Nanna Vainio     |
| Carolina Marín   | 21-16, 21-13 | Line Kjaersfeldt |

### Groep C
| Speler          | Gsp | W | V | SW | SV | Ptn |
| --------------- | --- | - | - | -- | -- | --- |
| Sung Ji-hyun    | 2   | 2 | 0 | 4  | 0  | 2   |
| Liang Xiaoyu    | 2   | 1 | 1 | 2  | 2  | 1   |
| Delphine Lansac | 2   | 0 | 2 | 0  | 4  | 0   |

| Speler 1     | Uitslag      | Speler 2        |
| ------------ | ------------ | --------------- |
| Sung Ji-hyun | 21-13, 21-14 | Delphine Lansac |
| Liang Xiaoyu | 21-7, 21-15  | Delphine Lansac |
| Sung Ji-hyun | 21-17, 21-11 | Liang Xiaoyu    |

### Groep D
| Speler         | Gsp | W | V | SW | SV | Ptn |
| -------------- | --- | - | - | -- | -- | --- |
| Linda Zetchiri | 2   | 2 | 0 | 4  | 1  | 2   |
| Kirsty Gilmour | 2   | 1 | 1 | 3  | 2  | 1   |
| Sabrina Jaquet | 2   | 0 | 2 | 0  | 4  | 0   |

| Speler 1       | Uitslag             | Speler 2       |
| -------------- | ------------------- | -------------- |
| Kirsty Gilmour | 21-17, 21-15        | Sabrina Jaquet |
| Linda Zetchiri | 21-17, 21-15        | Sabrina Jaquet |
| Kirsty Gilmour | 21-12, 17-21, 16-21 | Linda Zetchiri |

### Groep E
| Speler       | Gsp | W | V | SW | SV | Ptn |
| ------------ | --- | - | - | -- | -- | --- |
| Li Xuerui    | 3   | 3 | 0 | 6  | 0  | 3   |
| Iris Wang    | 3   | 2 | 1 | 4  | 4  | 2   |
| Lianne Tan   | 3   | 1 | 2 | 3  | 4  | 1   |
| Telma Santos | 3   | 0 | 3 | 1  | 6  | 0   |

| Speler 1   | Uitslag             | Speler 2     |
| ---------- | ------------------- | ------------ |
| Iris Wang  | 21-17, 20-22, 21-14 | Lianne Tan   |
| Li Xuerui  | 21-12, 21-7         | Telma Santos |
| Iris Wang  | 18-21, 21-10, 21-12 | Telma Santos |
| Li Xuerui  | 21-11, 21-11        | Lianne Tan   |
| Li Xuerui  | 21-16, 21-12        | Iris Wang    |
| Lianne Tan | 21-16, 21-18        | Telma Santos |

### Groep G
| Speler           | Gsp | W | V | SW | SV | Ptn |
| ---------------- | --- | - | - | -- | -- | --- |
| Maria Ulitina    | 2   | 2 | 0 | 4  | 0  | 2   |
| Saina Nehwal     | 2   | 1 | 1 | 2  | 2  | 1   |
| Lohaynny Vicente | 2   | 0 | 2 | 0  | 4  | 0   |

| Speler 1      | Uitslag      | Speler 2         |
| ------------- | ------------ | ---------------- |
| Saina Nehwal  | 21-17, 21-17 | Lohaynny Vicente |
| Maria Ulitina | 21-13, 21-13 | Lohaynny Vicente |
| Saina Nehwal  | 18-21, 19-21 | Maria Ulitina    |

### Groep H
| Speler                   | Gsp | W | V | SW | SV | Ptn |
| ------------------------ | --- | - | - | -- | -- | --- |
| Porntip Buranaprasertsuk | 2   | 2 | 0 | 4  | 0  | 2   |
| Kate Foo Kune            | 2   | 1 | 1 | 2  | 2  | 1   |
| Hsuan-Yu Wendy Chen      | 2   | 0 | 2 | 0  | 4  | 0   |

| Speler 1                 | Uitslag      | Speler 2            |
| ------------------------ | ------------ | ------------------- |
| Porntip Buranaprasertsuk | 21-14, 21-15 | Hsuan-Yu Wendy Chen |
| Kate Foo Kune            | 21-16, 21-19 | Hsuan-Yu Wendy Chen |
| Porntip Buranaprasertsuk | 21-7, 21-18  | Kate Foo Kune       |

### Groep I
| Speler             | Gsp | W | V | SW | SV | Ptn |
| ------------------ | --- | - | - | -- | -- | --- |
| Bae Yeon-ju        | 2   | 2 | 0 | 4  | 0  | 2   |
| Ozege Bayrak       | 2   | 1 | 1 | 2  | 2  | 1   |
| Jeannine Cicognini | 2   | 0 | 2 | 0  | 4  | 0   |

| Speler 1     | Uitslag     | Speler 2           |
| ------------ | ----------- | ------------------ |
| Bae Yeon-ju  | 21-11, 21-8 | Jeannine Cicognini |
| Ozege Bayrak | 21-14, 21-9 | Jeannine Cicognini |
| Bae Yeon-ju  | 21-11, 21-7 | Ozege Bayrak       |

### Groep J
| Speler            | Gsp | W | V | SW | SV | Ptn |
| ----------------- | --- | - | - | -- | -- | --- |
| Nozomi Okuhara    | 2   | 2 | 0 | 4  | 0  | 2   |
| Vu Thi Trang      | 2   | 1 | 1 | 2  | 2  | 1   |
| Lindawene Fanetri | 2   | 0 | 2 | 0  | 4  | 0   |

| Speler 1          | Uitslag      | Speler 2          |
| ----------------- | ------------ | ----------------- |
| Nozomi Okuhara    | 21-10, 21-8  | Vu Thi Trang      |
| Lindawene Fanetri | 12-21, 11-21 | Vu Thi Trang      |
| Nozomi Okuhara    | 21-12, 21-12 | Lindawene Fanetri |

### Groep K
| Speler            | Gsp | W | V | SW | SV | Ptn |
| ----------------- | --- | - | - | -- | -- | --- |
| Akane Yamguchi    | 2   | 2 | 0 | 4  | 1  | 2   |
| Tee Jing Yi       | 2   | 1 | 1 | 2  | 2  | 1   |
| Kristina Gavnholt | 2   | 0 | 2 | 1  | 4  | 0   |

| Speler 1       | Uitslag             | Speler 2          |
| -------------- | ------------------- | ----------------- |
| Akane Yamguchi | 20-22, 21-12, 21-15 | Kristina Gavnholt |
| Tee Jing Yi    | 22-20, 21-15        | Kristina Gavnholt |
| Akane Yamguchi | 21-18, 21-5         | Tee Jing Yi       |

### Groep L
| Speler            | Gsp | W | V | SW | SV | Ptn |
| ----------------- | --- | - | - | -- | -- | --- |
| Ratchanok Intanon | 2   | 2 | 0 | 4  | 0  | 2   |
| Kati Tolmoff      | 2   | 1 | 1 | 2  | 3  | 1   |
| Yip Pui Yin       | 2   | 0 | 2 | 1  | 4  | 0   |

| Speler 1          | Uitslag            | Speler 2     |
| ----------------- | ------------------ | ------------ |
| Ratchanok Intanon | 21-14, 21-13       | Kati Tolmoff |
| Yip Pui Yin       | 21-5, 13-21, 19-21 | Kati Tolmoff |
| Ratchanok Intanon | 21-18, 21-12       | Yip Pui Yin  |

### Groep M
| Speler       | Gsp | W | V | SW | SV | Ptn |
| ------------ | --- | - | - | -- | -- | --- |
| P. V. Sindhu | 2   | 2 | 0 | 4  | 1  | 2   |
| Michelle Li  | 2   | 1 | 1 | 3  | 2  | 1   |
| Laura Sarosi | 2   | 0 | 2 | 0  | 4  | 0   |

| Speler 1     | Uitslag             | Speler 2     |
| ------------ | ------------------- | ------------ |
| P. V. Sindhu | 21-8, 21-9          | Laura Sarosi |
| Michelle Li  | 21-11, 21-8         | Laura Sarosi |
| P. V. Sindhu | 19-21, 21-15, 21-17 | Michelle Li  |

### Groep N
| Speler            | Gsp | W | V | SW | SV | Ptn |
| ----------------- | --- | - | - | -- | -- | --- |
| Tai Tzu-ying      | 2   | 2 | 0 | 4  | 0  | 2   |
| Natalia Perminova | 2   | 1 | 1 | 2  | 2  | 1   |
| Elisabeth Baldauf | 2   | 0 | 2 | 0  | 4  | 0   |

| Speler 1          | Uitslag     | Speler 2          |
| ----------------- | ----------- | ----------------- |
| Tai Tzu-ying      | 21-11, 21-9 | Elisabeth Baldauf |
| Natalia Perminova | 21-17, 21-8 | Elisabeth Baldauf |
| Tai Tzu-ying      | 21-12, 21-9 | Natalia Perminova |

### Groep P
| Speler         | Gsp | W | V | SW | SV | Ptn |
| -------------- | --- | - | - | -- | -- | --- |
| Wang Yihan     | 2   | 2 | 0 | 4  | 0  | 2   |
| Karin Schnaase | 2   | 1 | 1 | 2  | 2  | 1   |
| Chloe Magee    | 2   | 0 | 2 | 0  | 4  | 0   |

| Speler 1       | Uitslag      | Speler 2       |
| -------------- | ------------ | -------------- |
| Wang Yihan     | 21-7, 21-12  | Chloe Magee    |
| Karin Schnaase | 21-14, 21-19 | Chloe Magee    |
| Wang Yihan     | 21-11, 21-16 | Karin Schnaase |

## Knock-outfase
| Achtste finale | Achtste finale           | Achtste finale | Achtste finale | Achtste finale |  |    | Kwartfinale              | Kwartfinale    | Kwartfinale | Kwartfinale | Kwartfinale |  |  | Halve finale | Halve finale   | Halve finale | Halve finale | Halve finale |  |              | Finale         | Finale         | Finale       | Finale       | Finale |
|                |                          |                |                |                |  |    |                          |                |             |             |             |  |  |              |                |              |              |              |  |              |                |                |              |              |        |
| 1              | Carolina Marín           |                |                |                |  |    |                          |                |             |             |             |  |  |              |                |              |              |              |  |              |                |                |              |              |        |
|                | Bye                      |                |                |                |  |    | 1                        | Carolina Marín | 21          | 21          |             |  |  |              |                |              |              |              |  |              |                |                |              |              |        |
| 7              | Sung Ji-hyun             | 21             | 21             |                |  | 7  | Sung Ji-hyun             | 12             | 16          |             |             |  |  |              |                |              |              |              |  |              |                |                |              |              |        |
|                | Linda Zetchiri           | 15             | 12             |                |  |    |                          |                |             |             |             |  |  | 1            | Carolina Marín | 21           | 21           |              |  |              |                |                |              |              |        |
| 3              | Li Xuerui                |                |                |                |  |    |                          |                |             |             |             |  |  | 3            | Li Xuerui      | 14           | 16           |              |  |              |                |                |              |              |        |
|                | Bye                      |                |                |                |  |    | 3                        | Li Xuerui      | 21          | 21          |             |  |  |              |                |              |              |              |  |              |                |                |              |              |        |
|                | Maria Ulitina            | 14             | 16             |                |  | 12 | Porntip Buranaprasertsuk | 12             | 17          |             |             |  |  |              |                |              |              |              |  |              |                |                |              |              |        |
| 12             | Porntip Buranaprasertsuk | 21             | 21             |                |  |    |                          |                |             |             |             |  |  |              |                |              |              |              |  |              | 1              | Carolina Marín | 19           | 21           | 21     |
| 13             | Bae Yeon-ju              | 6              | 7              |                |  |    |                          |                |             |             |             |  |  |              |                |              |              |              |  |              | 9              | P. V. Sindhu   | 21           | 12           | 15     |
| 6              | Nozomi Okuhara           | 21             | 21             |                |  |    | 6                        | Nozomi Okuhara | 11          | 21          | 21          |  |  |              |                |              |              |              |  |              |                |                |              |              |        |
| 10             | Akane Yamguchi           | 21             | 21             |                |  | 10 | Akane Yamguchi           | 21             | 17          | 10          |             |  |  |              |                |              |              |              |  |              |                |                |              |              |        |
| 4              | Ratchanok Intanon        | 19             | 16             |                |  |    |                          |                |             |             |             |  |  | 6            | Nozomi Okuhara | 19           | 10           |              |  |              |                |                |              |              |        |
| 9              | P. V. Sindhu             | 21             | 21             |                |  |    |                          |                |             |             |             |  |  | 9            | P. V. Sindhu   | 21           | 21           |              |  |              |                |                |              |              |        |
| 8              | Tai Tzu-ying             | 13             | 15             |                |  |    | 9                        | P. V. Sindhu   | 22          | 21          |             |  |  |              |                |              |              |              |  | Troostfinale | Troostfinale   | Troostfinale   | Troostfinale | Troostfinale |        |
|                | Bye                      |                |                |                |  | 2  | Wang Yihan               | 20             | 19          |             |             |  |  |              |                |              |              |              |  | 6            | Nozomi Okuhara | wo             |              |              |        |
| 2              | Wang Yihan               |                |                |                |  |    |                          |                |             |             |             |  |  |              |                |              |              |              |  |              | 3              | Li Xuerui      |              |              |        |